# Чистопольский сельсовет (Новосибирская область)
Чистопольский сельсовет — сельское поселение в Коченёвском районе Новосибирской области Российской Федерации.
Административный центр — село Чистополье.

## История
Статус и границы сельского поселения установлены Законом Новосибирской области от 2 июня 2004 года № 200-ОЗ «О статусе и границах муниципальных образований Новосибирской области»

## Население
| 2002  | 2010  | 2012  | 2013  | 2014  | 2015  | 2016  |
| ----- | ----- | ----- | ----- | ----- | ----- | ----- |
| 1372  | ↘1339 | ↗1369 | ↗1373 | ↘1365 | ↗1371 | ↗1375 |
| 2017  | 2018  | 2019  | 2020  | 2021  |       |       |
| ↗1403 | ↘1398 | ↗1402 | ↘1377 | ↘1360 |       |       |

## Состав сельского поселения
| № | Населённый пункт | Тип населённого пункта       | Население |
| - | ---------------- | ---------------------------- | --------- |
| 1 | Речник           | посёлок                      | ↘656      |
| 2 | Чистополье       | село, административный центр | ↘683      |